# Consumer Neuroscience
Consumer Neuroscience (kurz CNS; Deutsch: Verbraucher-Neurowissenschaften, teilweise auch Decision Neuroscience) ist ein interdisziplinäres Fachgebiet aus Neurowissenschaften, Psychologie und Ökonomik, das Aspekte, Methoden, Theorien der Marktforschung und der Neurowissenschaften kombiniert. Es wird als Teilgebiet der Neuroökonomie betrachtet.

## Geschichte & Entwicklung
Die Entwicklung und Ausprägung der Consumer Neuroscience ist, da als Facette der genannten Fachgebiete zu verstehen, jung. Das Bestreben der Konsumentenforschung auch unterbewusste Prozesse zu nutzen, bzw. dafür zu verstehen, ist älter.

„Es könnte [...] sein, dass das Käuferverhalten in der Zukunft mit neurobiologischen Begriffen erklärt wird. Es könnte dann heißen: Der Belohnungswert unserer Marke im Striatum ist zu gering. Heute heißt es: Die Kundenzufriedenheit ist zu gering.“

Bereits 1957 veröffentlichte Vance Packard sein konsumkritisches Werk Die geheimen Verführer, in dem er die Werbeindustrie und die sogenannte „Motivforschung“ kritisiert und das Phänomen der unterschwelligen Werbung einer breiten Öffentlichkeit bekanntmacht.

„There has always been a holy grail in advertising to try to reach people in a hypodermic way.“

„Es gab immer einen Heiligen Gral in der Werbung, der Versuch die Menschen unter ihrer Haut zu erreichen.“

## Methoden
Die Methoden der Consumer Neuroscience entsprechen den Methoden der Neurowissenschaften allgemein – dies sind bildgebende und psychophysiologische Verfahren; es gibt keine CNS-spezifische Methode.
Verwendet werden konkret:
Bildgebende Verfahren
Für die Messung von elektrophysiologischen Aktivitäten:
- Elektroenzephalographie (EEG)
- Magnetenzephalographie (MEG)

Für die Messung von metabolischen Aktivitäten:
- Positronen-Emissions-Tomographie (PET)
- Funktionelle Magnetresonanztomographie (fMRT/fMRI)
- Nahinfrarotspektroskopie (NIRS)

Psychophysiologische Methoden
- Elektrodermale Aktivität (EDR)
- Aktivitäten des kardiovaskulären Systems
- Gesichts-Elektromyografie
- Eye-Tracking

## Erkenntnisse der Consumer Neuroscience
Die Consumer Neuroscience lässt sich in drei Gebiete unterteilen, die sich an „den [aus den] Wirtschaftswissenschaften bekannten Unterscheidung[en] in Entscheidungs und Spieltheorie sowie an dem Zweck, die Forschungsergebnisse betriebs- bzw. absatzwirtschaftlich zu nutzen“ orientiert. Insgesamt sind alle beteiligten Hirnstrukturen Teile der Areale, die bei Belohnung, Bestrafung oder allgemein Entscheidung aktiv werden.

### Individual Consumer Neuroscience
Der Bereich der Individual Consumer Neuroscience betrachtet individuelle Entscheidungen von Personen, die nicht vom Verhalten anderer Akteure beeinflusst werden. Bekannte Aspekte sind beispielsweise das Framing, Intertemporal Discounting, die Ankerheuristik, Risikoverhalten und der Endowment-Effekt.
Peter Kenning kommt zu dem Schluss, dass „heute die wesentlichen, für das individuelle Entscheidungs- und Kaufverhalten relevante, neuralen Mechanismen“ zu erkennen wären, zentral seien „Belohnung, Bestrafung und  (situative) Kontrolle“; assoziierte neurale Strukturen seien mittels fMRI lokalisiert. Relevante Prozesse beispielsweise der Genetik seien hingegen weitgehend unerforscht.

### Social Consumer Neuroscience
Für Verhalten (mindestens) zweier Akteure wird von „Social Consumer Neuroscience“ (SNC) gesprochen; Interdependenz ist Merkmal solcher Situationen. Peter Kenning betrachtet in der SNC Vertrauen, Fairness, Empathie & Kooperation. Grundsätzlich seien bei „der Verarbeitung kognitiver Aufgaben in sozialen Kontexten“ mehrere Entscheidungssysteme des Gehirns involviert, die als Netzwerk zusammenarbeiten.

#### Vertrauen
Im Bezug auf (betriebs-)wirtschaftliche Sachverhalte sind nach Kenning Vertrauen in Personen – etwa eines Kunden in einen Bankberater – und Systemvertrauen – einer Person etwa in Institutionen wie Behörden oder Verbraucherzentralen oder abstrakte Begriffe wie Demokratie oder Kapitalmarkt – von besonderer Relevanz.
Brooks King-Casas et al. konnten 2005 neuronale Reaktionen bei einem experimentellen Spiel zur Untersuchung von wechselseitigem Vertrauen („Trust-Game“, siehe auch: Spieltheorie) im (dorsalen) Striatum festgestellt werden.
2007 wurde dann eine unterschiedliche Aktivierung bei bedingtem und unbedingtem Vertrauen festgestellt: Bedingtes Vertrauen war in einer Aktivierung der Area tegmentalis ventralis zu beobachten, die mit der Beurteilung von erwarteter und erhaltener Belohnung in Verbindung gebracht wurde.
Das bedingungslose Vertrauen wiederum ist in einer Aktivierung der Area septalis zu erkennen, die im Zusammenhang mit sozialen Bindungen steht.

##### Unterschiede zwischen den Geschlechtern
Männer und Frauen verwenden teilweise unterschiedliche Strukturen in ihren vertrauensbasierten Entscheidungen. In der Studie „Are There Neural Gender Differences in Online Trust?“ von René Riedl et al. wird eine Gruppe Männer und eine Gruppe Frauen gebeten verschiedene eBay-Inserate auf ihre Vertrauenswürdigkeit zu beurteilen, während die Hirnaktivität mittels Magnetresonanztomographie (MRT) dargestellt wird. Im Experiment wird der Unterschied zwischen vertrauenswürdigen und nicht-vertrauenswürdigen Inseraten und umgekehrt betrachtet.
Für die vertrauenswürdig / nicht-vertrauenswürdig Situation wurden bei Frauen Aktivierungsunterschiede im Thalamus, im Striatum, dem Putamen und dem Gyrus fusiformis (Brodmann-Areal (BA) 37) gesehen, bei Männern lediglich im dorsolateralen präfrontalen Cortex. Beide Geschlechter zeigten Unterschiede im Gyrus cinguli (BA 32), im Gyrus lingualis und im Cuneus.
Im umgekehrten Szenario – nicht-vertrauenswürdig / vertrauenswürdig – waren bei den Frauen höhere Aktivierungen im Cortex cingularis anterior ventralis (VA 24), im Hippocampus, im dorsolateralen präfrontalen Cortex (BA 9) und im Nucleus caudatus zu beobachten, bei den Männern hingegen Mehraktivierungen im ventromedialen präfrontalen Cortex (BA 10) und im Cortex cingularis posterior ventralis (BA 23). Beide Gruppen wiesen erhöhte Aktivierung in der Inselrinde auf.

#### Empathie
Empathie wurde 2003 von Laurie Carr et al. mit Aktivierungen im präfrontalen Hirnteil verknüpft: „Wir verstehen was Andere fühlen durch einen Mechanismus der Aktions-Repräsentation, der Empathie erlaubt und unseren emotionalen Gehalt abstimmt. Die Inselrinde spielt eine fundamentale Rolle in diesem Mechanismus.“ Darüber hinaus ist die Fähigkeit zur Imitation mit gleichen Aktivierungen verbunden.
Die Inselregion wird allerdings nicht immer aktiviert, wenn Aspekte der Empathie auftreten. 2001 summierte Simone Shamay-Tsoory et al. die Ergebnisse:
„Menschliche Empathie beruht auf der Fähigkeit Emotionen zu teilen und auch der Fähigkeit des Verstehens von Gedanken, Bedürfnissen und Gefühlen des Anderen. [...] Auch wenn die emotionalen und kognitiven Systeme scheinbar unabhängig voneinander arbeiten kann jede empathische Reaktion beide Komponenten hervorrufen, abhängig vom sozialen Kontext.“

#### Fairness & Kooperation
Fairness kann beispielsweise dann für Konsumentenverhalten relevant sein, wenn es um die Verteilung von knappen Gütern geht.
Durch das Ultimatumspiel konnte Alan Sanfey im Jahr 2003 nachweisen, dass für die Verarbeitung von unfairen Situationen die Inselregion tätig wird.
Durch die gleiche Studie – „The Neural Basics of Economic Decision-Making in the Ultimatum Game“ – wurde ein empirischer Nachweis für das Dual-Process-Modell erbracht, da Probanden in Entscheidungssituationen unterschiedliche Prozesse verwendeten. Die Reaktion auf unfaire Angebote unterscheidet sich, wenn statt einem menschlichen Gegenüber ein Computer das Angebot unterbreitet.
Die konzeptuell mit Fairness verbundene Kooperation kann neural nicht eindeutig verortet werden. In der 2004 von Jean Decety et al. veröffentlichten Studie „The neural bases of cooperation and competition: an fMRI investigation“ behaupten die Autoren, dass in Übereinstimmung mit Ergebnissen der Evolutionspsychologie wie auch der Entwicklungspsychologie die Zusammenarbeit ein gesellschaftlich lohnender Prozess ist. Dieser sei verbunden mit dem spezifisch links medialen orbitofrontalen Cortex.  2007 wurden von Timothy Hodgson et al. ein Aktivierungsunterschied in 49 Hirnarealen festgestellt, insbesondere in der anterioren Inselrinde (etwa Brodmann-Areal (BA) 47), im Frontalhirn (BA 8) und im anterioren und posterioren Gyrus cinguli (BA 24 & BA 31).

### Commercial Consumer Neuroscience

#### Produktpolitik
Für die Produktpolitik aus neurowissenschaftlicher Perspektive liegen vielschichtige Erkenntnisse vor: Beispielsweise löst die Attraktivität einer Verpackung eine Reaktion im Belohnungszentrum des Gehirns aus, hingegen ist bei einer unattraktiven Verpackung ein Aktivierungsunterschied in Regionen des Hirns verbunden, die auch bei Schmerz und Unsicherheit aktiv werden. (Siehe auch: Neuroästhetik)

#### Preispolitik
In der Preispolitik hat sich das sogenannte Behavioral Pricing als Forschungsgebiet etabliert, in dem psychologische Erkenntnisse über das Konsumentenverhalten bezüglich der Preisgestaltung untersucht werden.
Laut Peter Kenning gibt es weitreichende Themengebiete, deren Fragen nur unzureichend beantwortet werden können. Es sei etwa unklar, wie Informationen über Preise neuronal verarbeitet, gespeichert oder überhaupt wahrgenommen werden. Wieso objektiv gleiche Preise individuell positiv oder negativ wahrgenommen werden können sei ebenfalls unbeantwortet. Ein hoher Preis scheint die Kaufwahrscheinlichkeit dann zu steigern, wenn der Konsument unsicher bezüglich des Kaufs ist oder über keine Vorerfahrungen mit dem Produkt verfügt – andererseits kann ein hoher Preis auch als Verlust wahrgenommen werden.
Aktuelle Forschung zeigt, dass bei hohen Preisen die Schmerzareale des Gehirns aktiviert werden. Die Konsumenten scheinen dieses negative Gefühl grundsätzlich vermeiden zu wollen. So konnten Brian Knutson, Scott Rick et al. darauf basierend mittels einer fMRI-Studie die Kaufentscheide von Probanden vorhersagen.

##### Preis-Placebo
Der Effekt, dass unterschiedliche Preise bei einem ansonsten identischen Produkt als Indikator für die Qualität des Produkts dienen, wird „preisabhängige Qualitätsvermutung“ oder „Preis-Placebo“ genannt. Dieses Phänomen wurde 2008 von Hilke Plassmann, Baba Shiv et al. am Gegenstand von Weinen untersucht: Werden einer Person zwei Gläser Wein mit der Behauptung, diese seien unterschiedlich hochwertige Produkte (mit einem Preis von 5 gegenüber 45 US-Dollar pro Flasche) gegeben, dann wird der teurere Wein als wohlschmeckender empfunden. Der orbitofrontale Teil des präfrontalen Cortex zeigt dann ein höheres Aktivitätsniveau, als es beim günstigeren Wein auftritt. Diese Kontextualisierung von Informationen wird mit Framing verbunden.

##### Zahlungsbereitschaft
Die Zahlungsbereitschaft als individuelle Eigenschaft von Konsumenten, welche dieser gegenüber einem Anbieter verbergen möchte, wird ebenfalls im orbitofrontalen Cortex kodiert. Ab 2010 wurde nachgewiesen, dass eine Verabreichung von Glukose die Bereitschaft höhere Preise zu zahlen ergab.

#### Kommunikationspolitik
In der Kommunikationspolitik können zwei Forschungsfelder unterschieden werden: Die kurzfristige  und die langfristige Wirkung von Stimuli, etwa direkt vor einer Kaufentscheidung, oder aber etwa bei der Ausprägung von dauerhaften Markenpräferenzen. Insgesamt sind Belohnungswerte bzw. Aktivierungen im Nucleus accumbens wesentlich.

##### Kurzfristige Wirkungen
Werbeanzeigen, die als attraktiv eingestuft werden, entsprechen einem belohnenden Stimulus mit entsprechend höherem Belohnungswert für das beworbene Produkt und können eine emotionale, affektive Facette in eine Kaufentscheidung einbringen. Für eine solche Einschätzung sind positive Gesichtsausdrücke maßgeblich.

##### Langfristige Wirkungen
2010 konnte gezeigt werden, dass Werbung mit emotional behafteten Bildern gegenüber Werbung mit rationalen Informationen besser im Gedächtnis bleibt.

#### Distributionspolitik
Hilke Plassmann folgerte 2007 aus den Ergebnissen einer Studie, in der zwischen illoyalen und loyalen Käufern unterschieden wurde, wobei letztere sich durch eine stärkere emotionale Aktivität bei Käufen auszeichneten, dass emotionale Verstärker im Marketing eine Kundenbindung langfristig positiv beeinflussen kann (im Sinne des bestärkenden Lernen und der Hypothese der somatischen Marker).

#### Marken
Für Entscheidungsprozesse bezüglich Marken, etwa Präferenzen, ist ein Winner-takes-it-all-Effekt nachweisbar, lediglich bei einer Lieblingsmarke ist ein Prozess zu einer Kaufentscheidung emotionalisiert – entgegen der Annahme der Consideration-Set-Theorie, nach der für einen Konsumenten Alternativen auf gleichem Niveau existieren.

### Grenzen & Probleme
Auf Grund des hohen zeitlichen und finanziellen Aufwandes für einzelne Studien sind die Stichproben oft relativ klein.
Zwar können durch bildgebende Verfahren Gehirnareale einzelnem Konsumentenverhalten zugeordnet werden, doch fehlt es laut Peter Kenning an Erkenntnissen über neurobiologisch „tieferliegende“ Funktionen.

### Vertrauen in der Neurowissenschaft
- B. King-Casas, D. Tomlin, C. Anen, C. F. Camerer, S. R. Quartz, P. R. Montague: Getting to know you: reputation and trust in a two-person economic exchange. In: Science. Band 308, Nummer 5718, April 2005, S. 78–83, doi:10.1126/science.1108062. PMID 15802598.